# Dogonia saegeri
Dogonia saegeri là một loài ruồi trong họ Asilidae. Dogonia saegeri được Oldroyd miêu tả năm 1970. Loài này phân bố ở vùng nhiệt đới châu Phi.